# Entertainment Services and Technology Association
L'entitat de Serveis i Tecnologia de l'Entreteniment (amb acrònim anglès ESTA) és una associació comercial nord-americana sense ànim de lucre que representa la indústria de la tecnologia d'entreteniment i es dedica a promoure la professionalitat i el creixement del sector. També ofereix un fòrum on les parts interessades poden intercanviar idees i informació, crear estàndards i recomanar determinades pràctiques, i enfrontar-se a problemes de formació i certificació.
Els membres d'ESTA ofereixen una àmplia varietat de productes i serveis a la indústria, que van des de grans corporacions fins a dissenyadors individuals. Entre els seus membres hi ha distribuïdors, fabricants, empreses de l'àmbit del servei i la producció, dissenyadors i consultors.
Actualment ESTA s'encarrega de revisar el protocol DMX512 (Digital MultipleX) així com del desenvolupament del nou protocol sACN (Advanced Control Network), ambdós protocols de comunicacions utilitzats per controlar la il·luminació d'escenaris i efectes especials.
Exemples d'estàndards són:
- ANSI E1.11-2004 / ANSI E1.11-2008 - DMX512
- ANSI E1.17-2006 - Xarxa de control avançada o Arquitectura per a xarxes de control
- ANSI E1.20-2006 - Gestió de dispositius remots mitjançant DMX512